# Philippe Graff
Pour les articles homonymes, voir Graff.
Philippe Graff est un directeur artistique et chef décorateur dont la carrière s'étend sur plus de 35 ans.

## Carrière
Philippe Graff est connu pour son travail sur des films tels que Les Sept Péchés capitaux (1992) et Jeanne Dielman, 23, quai du Commerce, 1080 Bruxelles (1975).
Au fil des ans, Philippe Graff a travaillé sur de nombreux projets notables, dont Je ne vous oublierai jamais (2010), Sans rancune ! (2009), et Vendredi ou un autre jour (2005). Son expertise et son sens artistique ont marqué de nombreux projets cinématographiques, et il est reconnu pour sa capacité à créer des décors authentiques et immersifs.
En plus de son travail de directeur artistique, Philippe Graff contribue également en tant que chef décorateur sur des films comme La Balançoire (2009) et Bonobo (lb) (2009). Il travaille également comme acteur, monteur et réalisateur.
Philippe Graff vit et travaille à Paris, où il continue à expérimenter avec des techniques cinématographiques et photographiques.

## Filmographie partielle

### Au cinéma

#### Direction artistique
- 1975 :  Isabelle devant le désir
- 1975 : Trompe-l'œil
- 1975 : Jeanne Dielman, 23, quai du Commerce, 1080 Bruxelles
- 1975 : Pont Brûlé (Verbrande Brug)
- 1975 :  Le fils d'Amr est mort
- 1976 : Rue Haute
- 1979 : Mijn vriend
- 1979 : Les Cobayes (De proefkonijnen) de Guido Henderickx
- 1980 :  Vrijdag
- 1982 :  Het beest
- 1983 : De vlaschaard de Jan Gruyaert
- 1984 :  Jean-Gina B.
- 1985 :  Forteresse
- 1987 : Dagboek van een oude dwaas (nl) ( Journal d'un vieux fou)
- 1990 :  Romeo
- 1992 : Les Sept Péchés capitaux
- 1993 :  Close
- 1994 :  Scherzi d'angelo  (court métrage)
- 1995 :  De ooggetuige
- 1996 : Mortinho por Chegar a Casa (nl)
- 1997 : Gordel van smaragd (nl)
- 1998 : Le Nain rouge
- 1999 :  De Feniks  (court métrage)
- 2005 :  Vendredi ou un autre jour
- 2009 :  La Balançoire  (court métrage)

## Récompenses et distinctions
- (en) Philippe Graff: Awards, sur l'Internet Movie Database